# Linia kolejowa nr 317
Linia kolejowa nr 317 – linia kolejowa w południowo-zachodniej Polsce, położona w województwie dolnośląskim, łącząca stację Gryfów Śląski z przystankiem osobowym Świeradów-Zdrój przez Mirsk.
Linia przebiega w śladzie fragmentu linii kolejowej nr 284 Gryfów Śląski – Mirsk (od 1999 roku pod nr. 317) i 336 Mirsk – Świeradów Zdrój. Na odcinku tym ruch pasażerski odbywał się do 1996 roku, a towarowy do 1998 roku. Obie linie zostały 8 czerwca 2020 roku przejęte przez województwo dolnośląskie, a w latach 2021–2023 roku zostały zrewitalizowane. Oficjalna uroczystość otwarcia linii odbyła się 7 grudnia 2023 roku, a trzy dni później linię oddano do regularnego ruchu pasażerskiego. Linia od tego też okresu posiada jednolity numer – 317.

## Przebieg

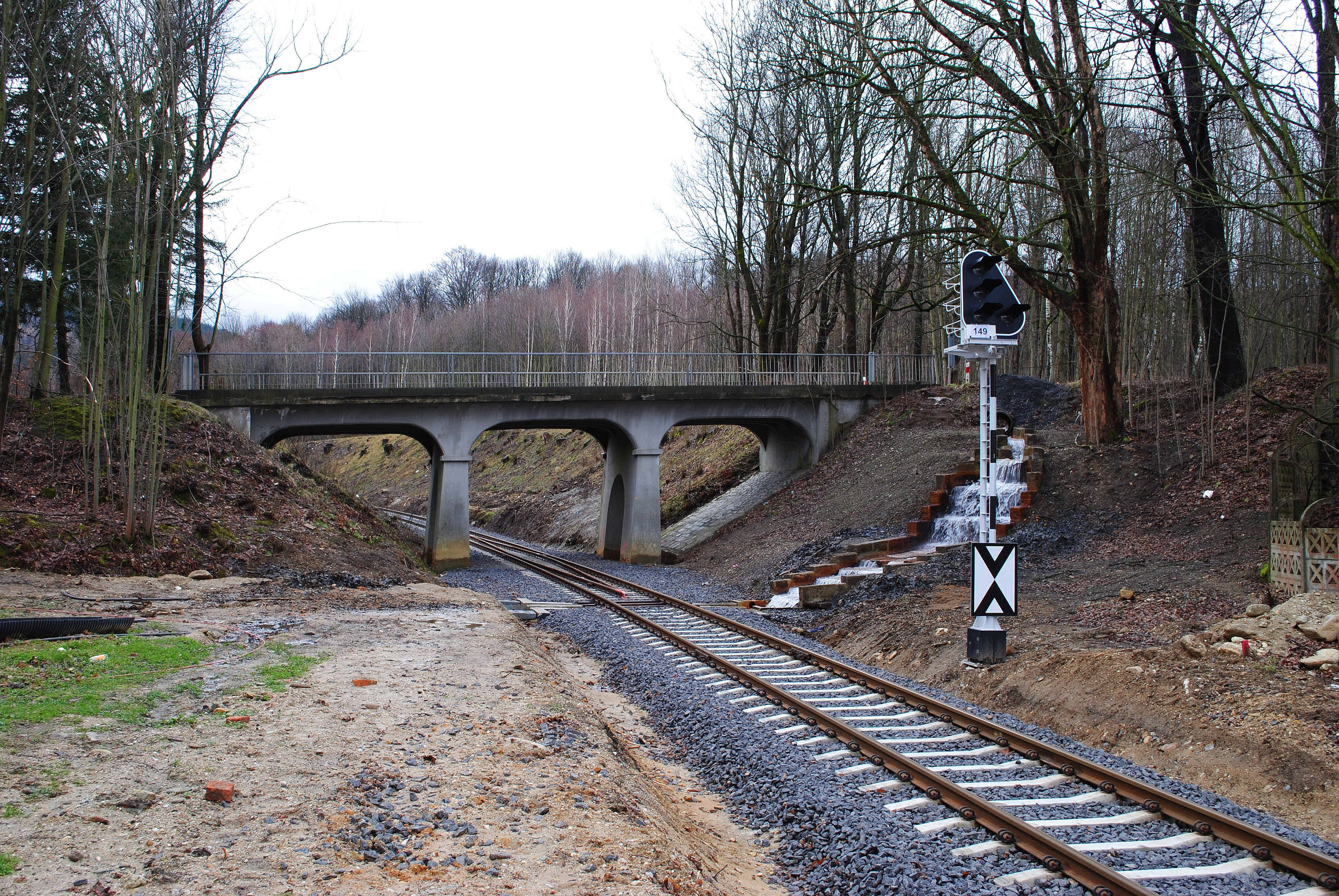
Fragment linii na wysokości Orłowic w lutym 2024 roku (widok w kierunku Świeradowa-Zdroju)

Linia kolejowa nr 317 położona jest w południowo-zachodniej Polsce, w województwie dolnośląskim, na terenie dwóch powiatów: lwóweckiego (gmina Gryfów Śląski i gmina Mirsk) i lubańskiego (miasto Świeradów-Zdrój).
Linia bierze swój początek na stacji Gryfów Śląski (−0,262 km), gdzie łączy się z linią kolejową nr 274. Z niej biegnie ona w kierunku południowo-wschodnim w śladzie dawnej linii kolejowej nr 284, równolegle do linii kolejowej nr 274 kierującej się w stronę Jeleniej Góry, po czym na wysokości m. Krzewie Wielkie skręca na południowy zachód, gdzie biegnie pod linią kolejową nr 274 i drogą krajową nr 30. Linia dalej przecina Proszówkę (tam też znajduje się przystanek osobowy) i Brzeziniec, po czym po przekroczeniu Kwisy wjeżdża do Mirska. Tam też znajduje się kolejny przystanek osobowy, a przed 1987 rokiem był on stacją węzłową z liniami w kierunku Pobiednej (ciąg dalszy linii kolejowej nr 284) i Świeradowa Zdroju (linia kolejowa nr 336).
Za przystankiem Mirsk linia nr 317 biegnie w śladzie dawnej linii kolejowej nr 336 w kierunku południowo-zachodnim. Kolejne przystanki na linii to Mroczkowice i Orłowice (przed 2023 rokiem Krobica), a za drugim z nich linia przechodzi pod drogą wojewódzką nr 358 i 361, po czym skręca na południowy wschód, gdzie biegnąc mostem przecina ona drogę wojewódzką nr 358 i Kwisę. Dalej linia biegnie równolegle do rzeki w kierunku południowym, po czym kończy ona swój bieg na przystanku osobowym Świeradów-Zdrój (16,544 km).

## Historia

### Linie kolejowe nr 284 i 336

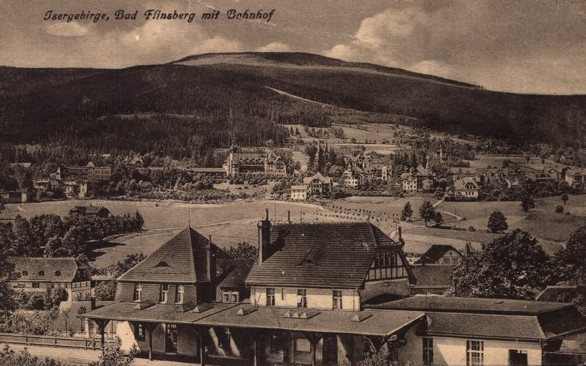
Pocztówka z lat 1940–1945, przedstawiająca panoramę Świeradowa-Zdroju; na pierwszym palnie dworzec kolejowy Kolei Gór Izerskich na stacji Świeradów Zdrój

Linia kolejowa łącząca Gryfów Śląski ze Świeradowem-Zdrojem przez Mirsk została odbudowana w śladzie fragmentu linii kolejowej na 284 na odcinku Gryfów Śląski – Mirsk i nr 336 na odcinku Mirsk – Świeradów Zdrój.
Jako pierwsza powstała linia kolejowa nr 284, a o budowie połączenia między Mirskiem a Legnicą zdecydowano w 1882 roku. Wtedy to pruski Landtag podjął decyzję o budowie linii kolejowej celem ożywienia lokalnej gospodarki, a na jej budowę przeznaczył dodatkowo środki finansowe. Odcinek z Gryfowa Śląskiego do Mirska uroczyście otwarto 1 listopada 1884 roku.
Regularną eksploatację odcinka Mirsk – Świeradów Zdrój (Isergebirgsbahn; z niem. Kolej Gór Izerskich) rozpoczęto 31 października 1909 roku, natomiast odcinek do Świeradowa Nadleśnictwo oddano do regularnego użytku 5 czerwca 1910 roku. Nowo wybudowana linia była linią wąskotorową o rozstawie szyn 600 mm, a po kilku latach przekuto ją na normalny tor (1435 mm). Obie linie kolejowe po II wojnie światowej przeszły pod administrację PKP.
Decyzję o zawieszeniu ruchu pasażerskiego na odcinku Gryfów Śląski – Mirsk – Świeradów Zdrój podjęto 30 listopada 1995 roku, a ostatni pociąg ze stacji Świeradów Zdrój odjechał 11 lutego 1996 roku o godzinie 17:00. Przez następne dwa lata kursowały dalej pociągi towarowe – ruch pociągów zawieszono całkowicie po wypadku, w którym pociąg towarowy od strony Świeradowa Zdroju nie zdołał wyhamować i wpadł na wagon z węglem na stacji w Mirsku. Wkrótce po tym linia stała się nieprzejezdna.
Odcinek Gryfów Śląski – Mirsk od 1999 roku widniał w wykazie PKP Polskich Linii Kolejowych pod nr. 317. Wcześniej ten numer miała linia kolejowa Syców – Bukowa Śląska.

### Pierwsze plany reaktywacji połączenia kolejowego
Jeden z pierwszych pomysłów na reaktywację linii kolejowej do Świeradowa-Zdroju pojawił się we wrześniu 2007 roku i dotyczył on odtworzenia historycznych linii kolejowych na terenie województwa dolnośląskiego pod nazwą Dolnośląskie Zabytki Kolejowe – europejskie dziedzictwo kultury technicznej. Projekt ten zakładał reaktywacje kilku linii kolejowych, w tym linii Gryfów Śląski – Mirsk – Świeradów Zdrój. Ostatecznie reaktywowano inną linię kolejową: Szklarska Poręba – Harrachov (Czechy).
Na początku 2009 roku pojawiła się w mediach informacja, że kilka lat wcześniej samorządowcy z Mirska i Gryfowa Śląskiego planowali przejąć linię kolejową Gryfów Śląski – Mirsk – Świeradów Zdrój od PKP celem jej przekształcenia w ścieżkę rowerową. Nie udało się wówczas przejąć tej linii, gdyż nie było możliwości nieodpłatnego jej przekazania, a po otwarciu kolei gondolowej w Świeradowie-Zdroju w 2008 roku zmieniła się koncepcja wykorzystania tej linii, tj. reaktywacja ruchu kolejowego.
W połowie 2009 roku w Starostwie Powiatowym w Lwówku Śląskim powstał projekt rewitalizacji i reaktywacji fragmentu linii kolejowej nr 284 Lubomierz – Gryfów Śląski – Mirsk i 336 do Mirsk–  Świeradów Zdrój. Projekt ten zakładał przejęcie od PKP PLK tychże linii, a także od PKP budynków kolejowych przy tych liniach, tj. stacji Lubomierz, Mirsk i Świeradów Zdrój, a w budynku dworcowym na stacji Gryfów Śląski wydzierżawienie pomieszczenia. W tych budynkach miała powstać powiatowa sieć wypożyczalni rowerów, a na torach miały kursować w weekendy pociągi z Czech od spółki Koleje Dolnośląskie. Pierwotnie koszt rewitalizacji samych torów oszacowano na około 4 mln złotych. Ostatecznie nie doszło do realizacji tego projektu ze względu na zbyt wysokie koszty całego przedsięwzięcia.

### Przejęcie stacji Świeradów-Zdrój przez miasto

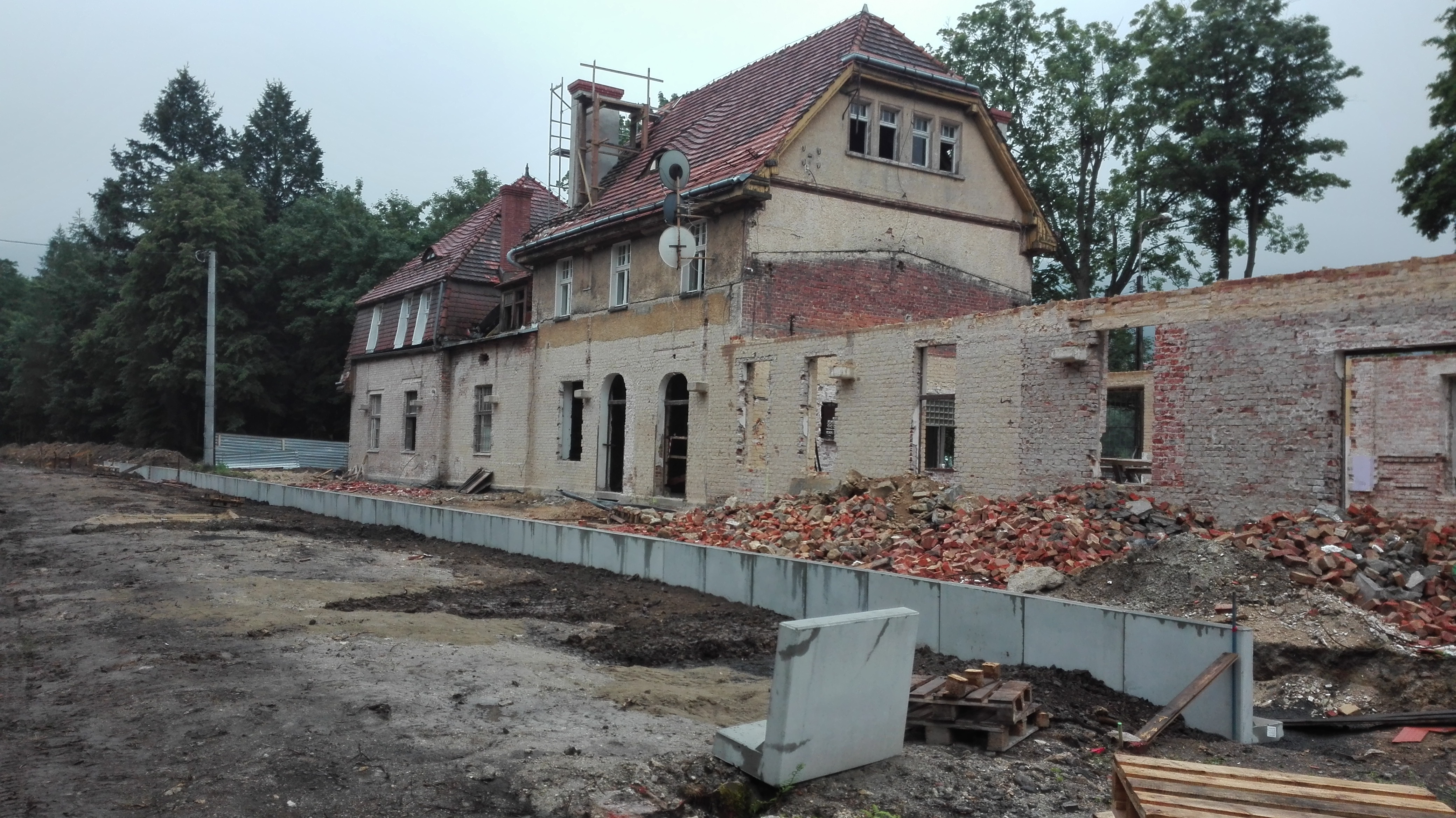
Dworzec na przystanku Świeradów-Zdrój w trakcje renowacji (2018)

Od 2008 roku trwał proces przejęcia fragmentu linii w terenie miasta Świeradów-Zdrój wraz z zabudową stacji przez miasto, co ostatecznie nastąpiło 27 grudnia 2012 roku. Na początku maja 2013 roku rozpoczęto demontaż torów na terenie miasta Świeradów-Zdrój. 12 stycznia 2018 roku Miasto Świeradów-Zdrój ogłosiło pierwszy przetarg na adaptację budynku byłego dworca kolejowego wraz z otoczeniem na centrum muzealno-kulturalne. Umowę na wykonanie robót podpisano 23 marca 2018 roku. Prace przy rewitalizacji zabudowy stacji objęły m.in. roboty rozbiórkowe, montaż konstrukcji i nowego pokrycia dachów, roboty murarskie, prace renowacyjne i zagospodarowanie terenu. 1 marca 2019 roku w odnowionym dworcu kolejowym rozpoczęło działalność Miejskie Centrum Kultury, Aktywności i Promocji Gminy „Stacja Kultury” w Świeradowie-Zdroju. 

### Rewitalizacja linii kolejowej
Urząd Marszałkowski Województwa Dolnośląskiego w połowie 2014 roku wrócił do koncepcji przejmowania linii kolejowych celem ich rewitalizacji i reaktywacji, a wśród nich znalazły się linie kolejowe nr 317 i 336 Gryfów Śląski – Mirsk – Świeradów Zdrój. Samorząd województwa zaplanował wówczas ich modernizację przy współudziale środków unijnych w ramach Regionalnego Programu Operacyjnego za lata 2014–2020. 17 maja 2016 roku Zarząd Województwa Dolnośląskiego podjął uchwałę, w której wyraża wolę przejęcia kilkunastu linii kolejowych, w tym linii 317 i 336, natomiast od połowy 2016 roku gminy położone wzdłuż nich, czyli Mirsk i Gryfów Śląski, rozpoczęły procedurę przejęcia linii kolejowej Gryfów Śląski – Mirsk – Świeradów Zdrój w celu jej reaktywacji, której koszt szacowano wówczas na 25 milionów złotych, z czego zakładano 4 mln złotych wkładu własnego gmin (również Świeradowa-Zdroju, które przejęło fragment linii kolejowej pod koniec 2012 roku).
We wrześniu 2019 roku Urząd Marszałkowski Województwa Dolnośląskiego ogłosił przetarg na wykonanie studiów wykonalności dla uruchomienia pociągów między stacjami Gryfów Śląski i Świeradów Zdrój z opcją dojazdu do Jindřichovic pod Smrkem. W grudniu tego samego roku został wybrany wykonawca, który miał opracować studium wykonalności. Później Ministerstwo Infrastruktury wyraziło zgodę na przejęcie przez województwo dolnośląskie linii kolejowych 317 i 336 od PKP, co nastąpiło 8 czerwca 2020 roku, kiedy to spisano akt notarialny.

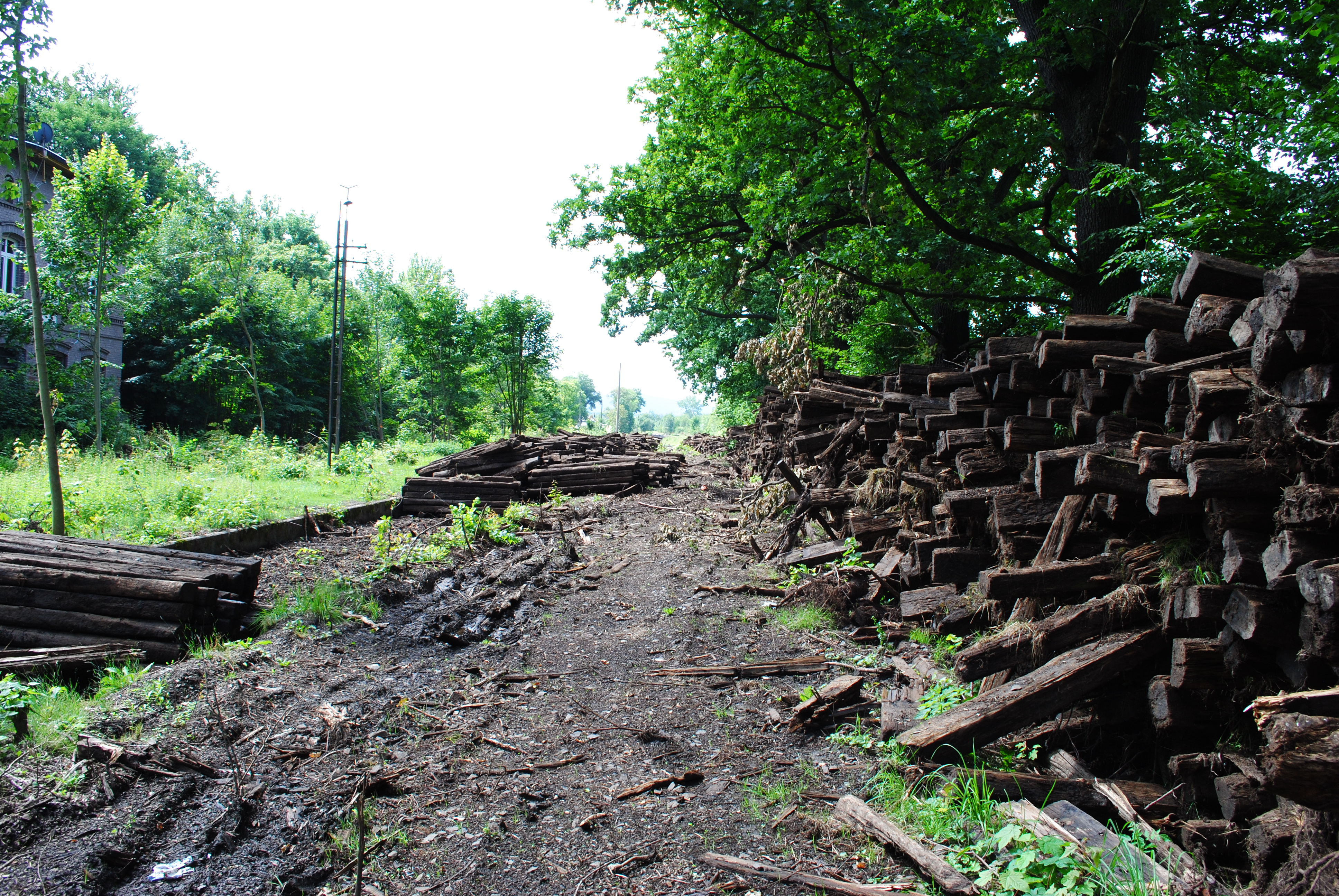
Linia na wysokości Mirska w trakcie prac przygotowawczych pod rewitalizację linii kolejowej (2021)

29 lipca 2020 roku Tymoteusz Myrda, Członek Zarządu Województwa Dolnośląskiego, poinformował, że zgodnie ze studium wykonalności koszt rewitalizacji linii 317 i 336 oszacowano kwotę 50 mln zł. Zaplanowano rewitalizację całej infrastruktury torowej, prace przy obiektach, przejazdach i sygnalizacji przejazdowej oraz budowę nowych peronów. Rewitalizacja miała trwać około dwóch lat, a pierwsze pociągi pasażerskie planowano wówczas uruchomić w 2023 roku.
31 grudnia 2020 roku Dolnośląska Służba Dróg i Kolei we Wrocławiu ogłosiła postępowanie przetargowe na przygotowanie placu pod rewitalizację linii kolejowych nr 317 i 336 Gryfów Śląski – Mirsk – Świeradów Zdrój. Był to pierwszy etap prac rewitalizacyjnych. Rozpoczęły się one pod koniec maja 2021 roku i polegały na rozbiórce pozostałości po liniach 317 i 336, w tym torów kolejowych wraz z wierzchnią warstwą podbudowy szlaku oraz usunięciu samosiejek. W ten sposób przygotowano linie pod ułożenie nowego torowiska.
Przetarg na drugi etap, czyli rewitalizację linii kolejowej 317 Gryfów Śląski – Mirsk ogłoszono 20 grudnia 2021 roku. W przetargu wybrano firmę Torhamer, która zaproponowała kwotę ok. 21,722 mln złotych. 29 kwietnia 2022 roku przekazano wykonawcy plac budowy, który miał 9 miesięcy od podpisania umowy na zakończenie rewitalizacji linii na odcinku Gryfów Śląski – Mirsk.

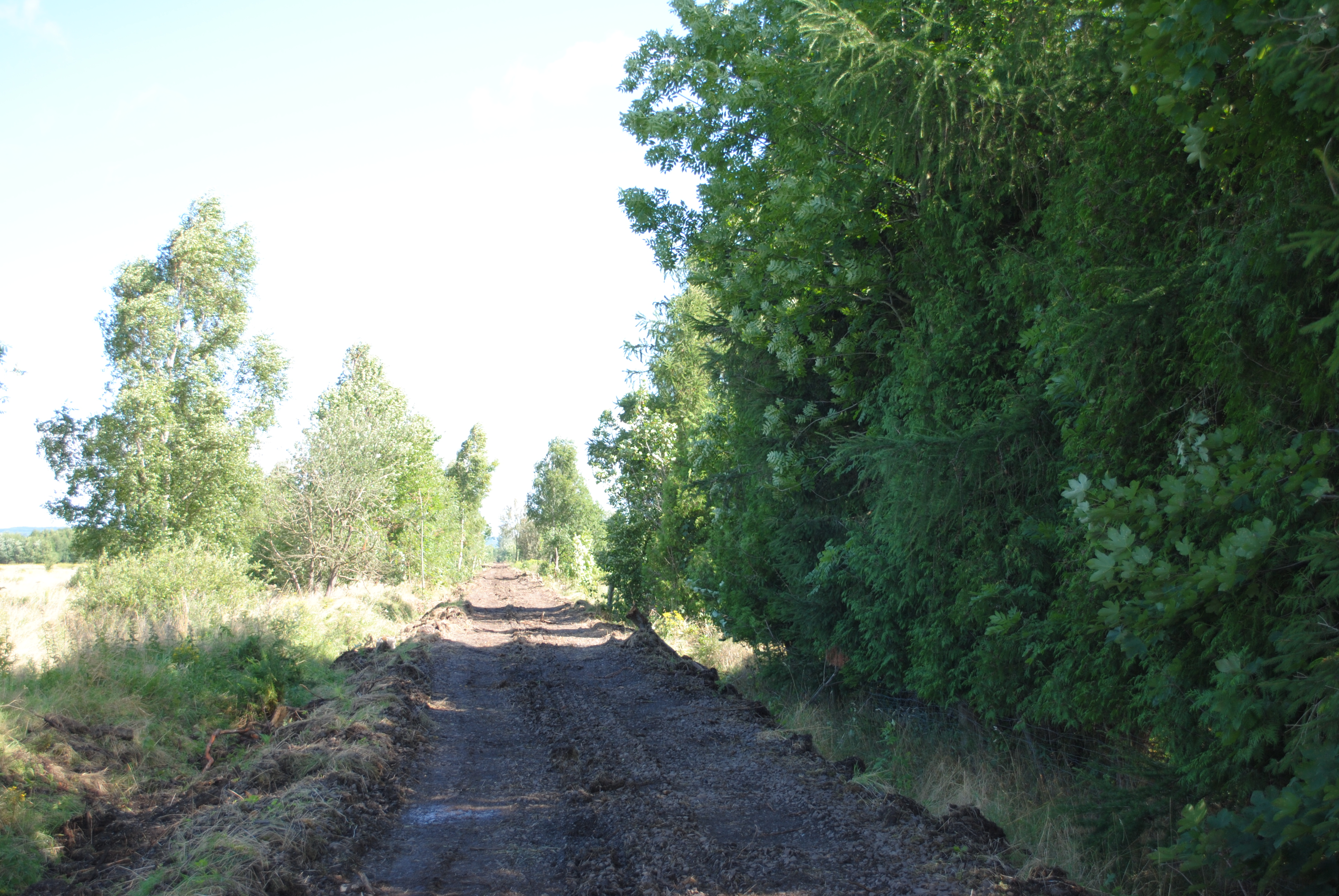
Linia pomiędzy przystankami Orłowice a Mroczkowice w trakcie prac przygotowawczych pod rewitalizację linii kolejowej (2021)

1 czerwca 2022 roku miasto Świeradów-Zdój ogłosiło przetarg na odbudowę torowiska w rejonie dworca kolejowego. Zaplanowano wówczas budowę na działce przy dworcu kolejowym w kierunku Orłowic około 1 km torowiska kolejowego oraz peronu. Przystanek miał zostać także dostosowany do przyjęcia pociągów z wagonem rowerowym. Prace te ruszyły na początku października 2023 roku.
W połowie czerwca 2022 roku rozpoczął się remont peronu na stacji Gryfów Śląski, w ramach których wypiaskowano konstrukcję metalową wiaty peronowej, wymieniono jej zadaszenie, płyty betonowe nawierzchni peronu, a także zamontowano nowe tablice i oświetlenie. Remont ten był ważny w kontekście rewitalizacji linii kolejowych nr 317 i 336.
Przetarg na trzeci etap, czyli rewitalizację linii kolejowej 336 Mirsk – Świeradów Zdrój, ogłoszono 20 września 2022 roku. Został on rozstrzygnięty pod koniec grudnia tego samego roku, w którym wybrano ofertę firmy ETF Polska na kwotę 21,352 mln złotych. Termin realizacji wynosił wówczas 9 miesięcy od dnia podpisania umowy.
Prace rewitalizacyjne linii 317 i 336 objęły opracowanie dokumentacji technicznej, a później prace budowlane, w tym m.in.: zabudowę przejazdów kolejowo-drogowych, wykonanie nawierzchni kolejowej wraz z podtorzem, budowę przystanków osobowych, odtworzenie obiektów inżynieryjnych oraz wycinkę drzew i krzewów. Z racji braku torów linię odtworzono od nowa i przystosowano ją do prędkości maksymalnej 80 km/h.
5 grudnia 2023 roku przeprowadzono pierwsze jazdy techniczne pociągów pasażerskich po zrewitalizowanej linii, natomiast dwa dni później, 7 grudnia odbyła się uroczystość otwarcia linii kolejowej do Świeradowa-Zdroju. Pierwszy pociąg na końcowy przystanek wjechał o godzinie 13:00. Pierwsze regularne połączenia pasażerskie na linii ruszyły 10 grudnia 2023 roku – uruchomiono wówczas 9 par połączeń kolejowych na dobę. W ten sposób po 27 latach Świeradów-Zdrój i Mirsk odzyskały pasażerskie połączenia kolejowe.
Począwszy od regulaminu sieci PKP Polskich Linii Kolejowych na okres 2023/2024 cała linia na odcinku Gryfów Śląski – Mirsk – Świeradów-Zdrój zyskała jednolity numer – 317, dotychczasowy przystanek Krobica został przemianowany na Orłowice, a przystanek Świeradów Zdrój na Świeradów-Zdrój.
23 listopada 2024 roku odbył się przejazd pociągu specjalnego na trasie Wrocław Główny – Kamienna Góra – Jelenia Góra – Świeradów-Zdrój – Jelenia Góra – Wrocław Główny. Został on zorganizowany z okazji Dnia Kolejarza przez Klub Sympatyków Kolei we Wrocławiu w ramach projektu „Kolejowe szlaki Dolnego Śląska”. Pociąg „Świeradowiec” składał się z lokomotywy SU45-079 i wagonów standardu Y z lat 70. XX wieku.

## Infrastruktura
Łączna długość linii kolejowej nr 317 Gryfów Śląski – Świeradów-Zdrój wynosi 16,806 km. Na km −0,262–0,668 jest ona zarządzana przez PKP Polskie Linie Kolejowe, a na km 0,668–16,544 przez Dolnośląską Służbę Dróg i Kolei we Wrocławiu. 
Zbudowana jest z szyn 49E1 na podkładach strunobetonowych PS-83. Posiada ona klasę C3 (km −0,262–0,668) i C2 (km 0,668–16,544). Maksymalne prędkości dla autobusów szynowych na linii według regulaminu sieci PKP Polskich Linii Kolejowych 2023/2024 wynoszą pomiędzy 40 km/h na początkowym i końcowym odcinku linii (km −0,262–0,668 i 16,166–16,544) do 80 km/h.

### Posterunki ruchu
| Nazwa           | Km osi | Rodzaj             | L. krawędzi peronowych | Wysokość peronu [mm] | Zdjęcie |
| --------------- | ------ | ------------------ | ---------------------- | -------------------- | ------- |
| Gryfów Śląski   | 0,000  | stacja             | 4                      | 300                  |         |
| Proszówka       | 3,132  | przystanek osobowy | 1                      | 550                  |         |
| Mirsk           | 8,772  | przystanek osobowy | 1                      | 550                  |         |
| Mroczkowice     | 12,034 | przystanek osobowy | 1                      | 550                  |         |
| Orłowice        | 13,929 | przystanek osobowy | 1                      | 550                  |         |
| Świeradów-Zdrój | 16,494 | przystanek osobowy | 1                      | 550                  |         |
| [ 5 ] [ 60 ]    | [ 5 ]  | [ 5 ]              | [ 61 ] [ 60 ]          | [ 61 ] [ 60 ]        |         |

### Pozostała infrastruktura
Na odcinku Gryfów Śląski – Mirsk znajdują się 24 przepusty, a na odcinku Mirsk – Świeradów-Zdrój jest ich 30. Na odcinku Gryfów Śląski – Mirsk znajduje się 17 przejazdów kolejowo-drogowych kategorii D, a na odcinku Mirsk – Świeradów-Zdrój jest ich 19.
Na całej trasie znajdują się dwa mosty:
- Most w Mirsku; stalowy z blachownic nitowanych; o długości 24,75 m, wysokości 8,6 m i szerokości w świetle 5,6 m[58],
- Most w Orłowicach / Krobicy; stalowy z blachownic nitowanych; o długości 59,3 m[59].

Perony wzdłuż linii kolejowej nr 317 wyposażono w zadaszenie, ławki, kosze na śmieci, oświetlenie, tablice informacyjne i monitoring, a przy nich znajdują się zadaszone miejsca ze stojakami rowerowymi oraz parkingi samochodowe.

## Eksploatacja linii

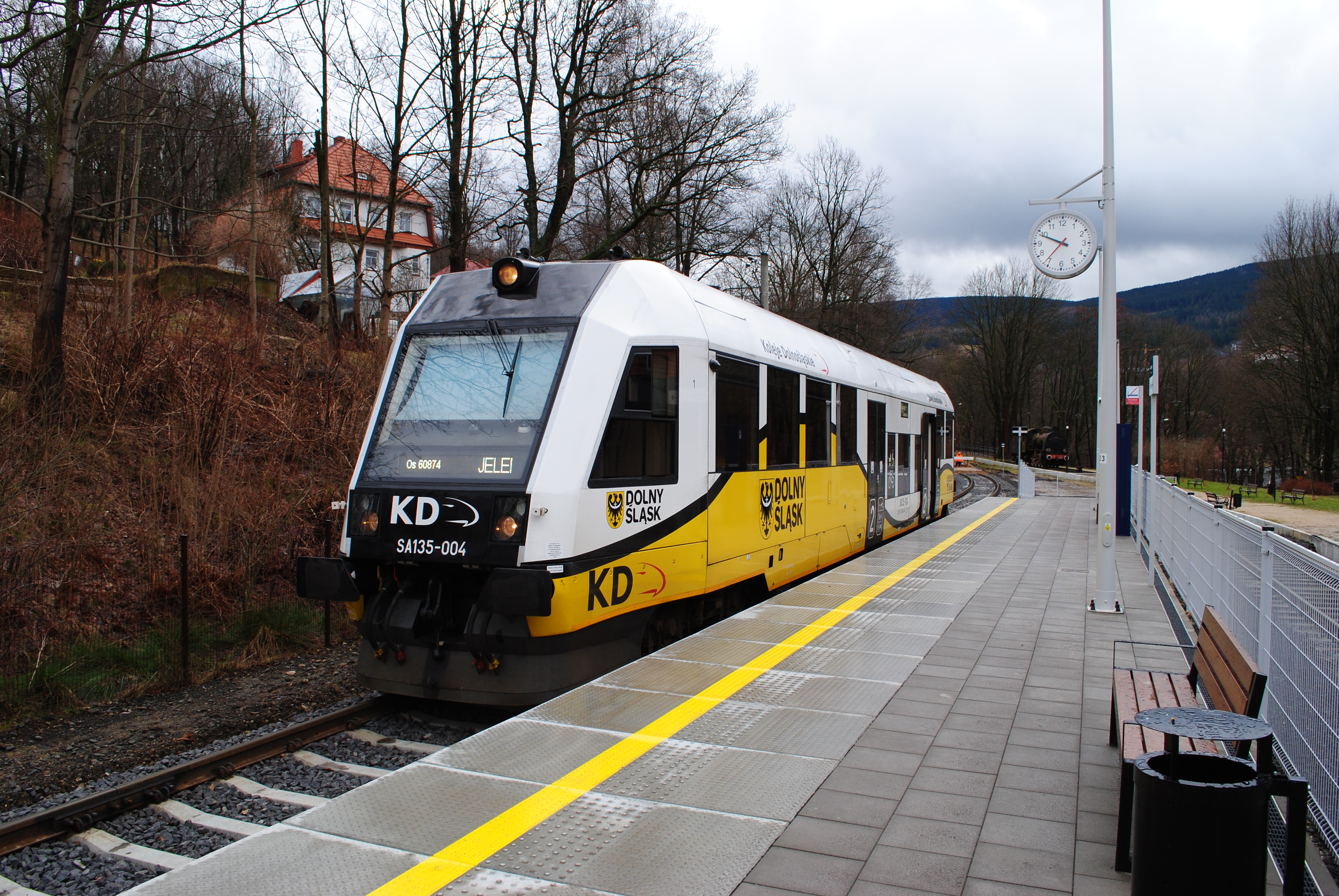
SA135-004 Kolei Dolnośląskich jako pociąg osobowy nr 60674 do Jeleniej Góry na przystanku Świeradów-Zdrój w lutym 2024 roku

Linia kolejowa nr 317 w sieciowym rozkładzie jazdy PKP Polskich Linii Kolejowych na okres od 10 grudnia 2023 roku do 9 marca 2024 roku widnieje pod numerem 253. Linię tę obsługiwały wówczas wyłącznie pociągi Kolei Dolnośląskich jako część linii D62. W tym okresie kursowało łącznie 9 par pociągów, w tym jedna przyspieszona z postojami jedynie w Gryfowie Śląskim, Mirsku i Świeradowie-Zdroju. Pociągi te łączyły bezpośrednio Świeradów-Zdrój z Gryfowem Śląskim, a część dalej kierowało się do Jeleniej Góry, Węglińca i Görlitz.
Czas przejazdu na całej linii wynosił wówczas 21 minut w obydwu kierunkach, a kursów przyspieszonych 17 minut. Najszybszy pociąg ze Świeradowa-Zdroju do Jeleniej Góry pokonywał planowo całą swoją trasę w czasie 1 godziny i 4 minut.